# 室積光
室積 光（むろづみ ひかる、1955年4月11日 - ）は、山口県・光市出身の作家。ペンネームは出身地である「光市室積」から由来。
本名の『福田 勝洋』（ふくだ かつひろ）名義で俳優としても活動している。俳優としては F ACTOR（現・ラッシュアップ）に所属していた。

## 来歴・人物
八幡製鐵（現・日本製鉄）光製鐵所に勤務していた父の二男として生まれる。幼少時から読書好きで、父の書棚にあった北杜夫、三島由紀夫らの本を読みあさった。山口大学教育学部附属光小学校6年の頃、太平洋戦争末期に結成された演劇慰問部隊が極限状態の戦地で兵士を楽しませた実話を元にした俳優・加東大介の従軍手記『南の島に雪が降る』を読み、役者という仕事に特別な思いを抱くきっかけとなる。その後山口大学教育学部附属光中学校→山口県立光高等学校と進学し、バスケットボールに打ち込む一方、応援団活動にものめり込み、運動会では寸劇や替え歌で周囲を沸かせた。東京経済大学に進学しバスケットボールを続けたが練習中に負傷し、プレーを続けられなくなり退部、喪失感から半年ほど下宿に引きこもるが、模索の中自己分析し、「演劇なら自分を生かせるはず」と、下宿から徒歩圏内にあった劇団若草の門を叩く。入団からおよそ1年後、劇団社長からやりたい仕事を尋ねられ、中学生時代に読み感銘を受けた『きけ わだつみのこえ』に登場する学徒兵たちと同じ年頃になり、手記の言葉がより身近に感じられるようになるにつれて、「彼らを演じたい」という思いが膨らんでいたことから「特攻隊員の役をやりたいです」と志願、社長の勧めで、太平洋戦争末期を舞台にした神山征二郎監督の映画『二つのハーモニカ』のオーディションを受け主役の座を射止める。試写会で招待された旧海軍の元兵士がすすり泣くほど、18歳の大原海軍一等飛行兵曹を体当たりで演じ、「デビュー映画でやりたい役を演じ、こんな得がたい経験もできた。この仕事を、もうやめるわけにはいかない」と役者を本格的に志す。テレビでは1979年のNHK連続テレビ小説『マー姉ちゃん』で初レギュラー。同作での福田の演技に満足した脚本家の小山内美江子が、撮影の打ち上げで共演者やスタッフとともに都内のディスコに繰り出した際、当時ミュージカルにも出演し、ダンサーたちと夜な夜なディスコ通いをしていた福田が得意のダンスを激しく踊っている様子を目に留め、「あれだけ踊れるのだから、体育教師ができるでしょう」と福田を新ドラマに抜擢、『3年B組金八先生』に保健体育の伊東先生役で出演することとなり、その後も小山内脚本のドラマに度々出演するなどした。
のち劇作家として、東京地下鉄劇場主宰。脚本、演出も俳優まで手がける。小説家としての処女作は、『都立水商!』。コミック化もされて彼の代表作となっている。水商売を目指す子のための職業高校や、『ドスコイ警備保障』という作品では、大相撲を引退した力士の警備会社など意表をつく設定とユーモアが、彼の作品の持ち味である。児童書も手がけている。
2007年より仕掛け屋本舗主宰（水島裕、沢村翔一と共同）。

## 出演作品

### テレビドラマ
- 連続テレビ小説（NHK）
  - マー姉ちゃん - 成田三吉（1979年）
  - 本日も晴天なり - 桂木正大（1981年）
- 3年B組金八先生シリーズ（TBS） - 伊東先生（保健体育）
  - 第1シリーズ（1979 - 1980年）
  - 第2シリーズ（1980 - 1981年）
  - スペシャル1「贈る言葉」（1982年）
  - スペシャル2「イレ墨をした教え子」（1983年）
  - スペシャル3「小さな嘘」（1984年）
  - スペシャル9 「子供を救え!大人達よ立ち上がれ」（1998年）
- 星の牧場（NHK） - モミイチ（1981年）
- Gメン'75（TBS）第343話「'82 オートバイに乗った暗殺者たち」−加納竜男（兄）（1982年）
- 幕末青春グラフィティ 坂本竜馬（日本テレビ） - 近藤長次郎（1982年）
- 大河ドラマ（NHK）
  - 徳川家康 - 茶屋又四郎（1983年）
  - 翔ぶが如く - 吉井友実（1990年）

### 映画
- 動乱 - 福田少尉（1980年）
- 空海 - 智泉（1984年）
- 千利休 本覺坊遺文 - 増田長盛（1989年）
- 小森生活向上クラブ - 磯村部長（2008年）
- 凪の島 - 岩本岩男(2022年)

## 著作
- 都立水商! （小学館　2001年 のち文庫）

猪熊しのぶの作画により漫画化　さらにテレビドラマ化された
- 都立水商1年A組（小学館文庫 2019年）

都立水商!の続編
- ドスコイ警備保障 （アーティストハウス　2003年 のち小学館文庫）
- 小森課長の優雅な日々 （双葉社 2004年 「小森生活向上クラブ」のタイトルで文庫化）
- はだしのカッちゃん （小学館 2005年）
- スパイ大作戦 mission impossible （双葉社 2006年）
- ボール犬ミッキー （福岡耕造写真 幻冬舎 2006年）
- ケイちゃん、ペダルをこいで （小学館 2006年）
- 記念試合 （小学館　2007年　のち文庫）

『北辰斜にさすところ』のタイトルで映画化もされている
- ミステリー通り商店街 （中央公論新社 2009年）
- 達人 山を下る （中央公論新社 2010年）

加筆修正をし、『ツボ押しの達人 下山編』と改題して文庫化
- 達人の弟子 海を渡る (中央公論新社 2012年)
- ツボ押しの達人 （講談社 2017年）
- 史上最強の内閣 （小学館 2010年 のち文庫）
- 史上最強の大臣 （小学館 2013年 のち文庫）

『史上最強の内閣』続編
- 埋蔵金発掘課長 （小学館文庫 2016年）